# The Catch (série de televisão)
The Catch (bra: The Catch; prt: A Jogada) é uma série americana de thriller jurídico exibido pela ABC, tendo como co-produtora a ShondaLand. A série foi criada por Jennifer Schuur, Kate Atkinson, e Helen Gregory e tem como produtora executiva Shonda Rhimes, juntamente com Julie Anne Robinson. A série é estrelada por Mireille Enos, interpretando Alice Vaughan, uma bem sucedida investigadora de fraudes que está prestes a ser vítima de uma fraude por seu noivo. A série foi ao ar em 24 de março de 2016 a 11 de maio de 2017. No Brasil, teve sua primeira temporada exibida pelo Canal Sony entre 28 de Abril  e 30 de Junho de 2016. A segunda temporada está sendo exibida no mesmo canal desde 3 de Maio de 2017.
Em 11 de Maio de 2017, a ABC cancelou a série após duas temporadas.

## Produção

### Desenvolvimento
Em 21 de outubro de 2014, foi anunciado que a ABC comprou o conceito original de uma série de drama sobre uma contadora forense do sexo feminino, com base na personagem criada pela romancista Kate Atkinson. O roteiro foi escrito por Jennifer Schuur. A ABC encomendou o episódio piloto em 26 de janeiro de 2015, para ser exibido na temporada 2015-16 da televisão americana. O episódio piloto foi filmado em Austin, Texas, e foi dirigido por Julie Anne Robinson.

### Escolha do elenco
A escolha do elenco começou em fevereiro de 2015 e em 2 de março foi anunciado que a atriz Mireille Enos ganhara o papel principal  de Alice Vaughan.
Inicialmente a atriz Bethany Joy Lenz interpretaria a personagem Margot Bishop e o ator Damon Dayoub interpretaria o personagem principal masculino Benjamin Jones . No dia 18 de maio de 2015, a atriz Bethany Joy Lenz revelou em sua conta do Who Say que ela estava sendo substituída na série. No mesmo dia, foi anunciado que o ator Damon Dayoub também seria substituído.
Em 14 de julho de 2015,  foi revelado que o ator Peter Krause foi escalado para enterpretar o papel do protagonista masculino. Peter Krause irá substituir o ator Dayoub que interpretou o protagonista no episódio piloto. Em 22 de Julho de 2015 foi anunciado que a atriz Sonya Walger foi adicionada ao elenco para executar o papel de Margot Bishop.

## Elenco
- Mireille Enos como Alice Vaughan
- Peter Krause como Benjamin Jones
- Sonya Walger como Margot Bishop
- Jacky Ido como Agente do FBI Jules Dao
- Rose Rollins como Valerie Anderson
- Alimi Ballard como Reggie
- Jay Hayden como Danny Yoon
- Elvy Yost como Sophie Novak

## Episódios
| Temporada | Temporada | Episódios | Exibição original    | Exibição original  |
| Temporada | Temporada | Episódios | Estreia de temporada | Final de temporada |
| --------- | --------- | --------- | -------------------- | ------------------ |
|           | 1         | 10        | 24 de Março de 2016  | 19 de Maio de 2016 |
|           | 2         | 10        | 9 de Março de 2017   | 11 de Maio de 2017 |

## Recepção
The Catch foi recebida com críticas positivas dos críticos, com a maioria elogiando o desempenho principal de Mireille Enos. O site de revisão e agregação Rotten Tomatoes relata um índice de aprovação de 72%. O consenso geral do site diz: "Enquanto o júri está fora sobre o seu merecimento semanal, The Catch produz em grande parte os resultados satisfatórios com verdadeiros testes e qualidade (...) da produção da ShondaLand, [com] casos divertidos por semana, e uma trama variada." No Metacritic a primeira temporada tem uma pontuação de 59 em 100 com base em 30 comentários, indicando "críticas mistas ou médias."'